# کامینی روی
کامینی روی (به بنگالی: কামিনী রায়؛ به انگلیسی: Kamini Roy؛ ۱۲ اکتبر ۱۸۶۴–۲۷ سپتامبر ۱۹۳۳) شاعر، مددکار اجتماعی و فمینیست بنگالی در هند بریتانیا بود. او اولین زنی بود که در هند تحت استعمار بریتانیا فارغ‌التحصیل شد.